# VTV
VTV var en lokal kommerciel TV-station der startede sine udsendelser i 1990. Forkortelsen stod for Vestsjællands TV. En af folkene bag, var Steffen Stenbæk, der også stod bag Radio SLR.
Stationen sendte fra Slagelse og var med i Kanal Danmark-samarbejdet, der havde den københavnske station Kanal 2 i spidsen. Samarbejdet betød at man ind imellem de lokale nyheder og indslag kunne fylde sendetiden med indkøbte amerikanske film og serier.
I 1997 blev VTV til TvDanmark Vestsjælland, da det blev tilladt for lokale TV-stationer at "networke" dvs. sende fælles. Det betød at alle udsendelser (bortset fra de lokale vinduer til nyheder og reklamer) blev sendt fra København, under det nye fælles landsdækkende navn TvDanmark.
Kanalen har siden skiftet navn flere gange og har heddet: TvDanmark, TvDanmark 2, Kanal 4, SBS NET og til sidst hed kanalen 6'eren, men de lokale transmissioner lukkede ned, da det analoge sendenetværk blev slukket 1. november 2009.

## Programmer på VTV
- "Bagtrappen" – Søndagsudsendelse med seer interaktivitet. Bl.a. kunne man spille med i Luffe.
- "Bingo"
- "Rap Fyr I L.A."
- "Min Kære Familie"
- "Jake & Mister Fatman"
- "Hunter"
- "Glamour"
- "Santa Barbara"
- "Børnekanalen" – Børneprogram med bl.a. Lotte Feder, Søren Thorup og Pernille Aalund.
- "Vokseværk I Familien"
- "Den Lille Doktor På Prærien"
- "Sams Bar"
- "Hænderne Fulde"
- "I Palmernes Skygge"
- "Zorro"